# Lugano
Lugano (italienskt uttal: [luˈɡaːno]
 ( lyssna), äldre tyskt namn: Lauis, rätoromanska: Ligiaun lyssna (fil)) är en stad och kommun i distriktet Lugano i södra delen av den italienskspråkiga kantonen Ticino i Schweiz. Kommunen har 63 495 invånare (2023).

## Historia
Lugano grundades på 500-talet och var under medeltiden underställt italienska länsherrar. Åren 1512–1513 erövrades det av Uri och Schwyz från hertigen av Milano och kom under det schweiziska edsförbundets kontroll.

## Staden
Lugano ligger vackert vid Luganosjöns norra strand och har ett behagligt klimat. Det har en tydlig italiensk prägel och är kulturellt centrum för den italiensktalande delen av Schweiz. Staden är kurort och har omfattande turism, samt är ett bank-, försäkrings- och kongresscentrum. Här ligger San Lorenzo-katedralen från 1200-talet, som har fresker från 1400- och 1500-talen, och Santa Maria degli Angioli, en klosterkyrka från omkring 1500, även den med betydande fresker. Ett museum med skulptur- och målerisamlingar samt historiskt och arkeologiskt museum återfinns också här.
I Lugano finns Orchestra della Svizzerra italiana (OSI, i Sverige omnämnd som Italienska Schweiz orkester). Den grundades på 1930-talet som en radiosymfoniorkester.
Gotthard, ett av Schweiz mest framgångsrika rockband genom tiderna, bildades i Lugano 1992.
Ishockeylaget HC Lugano är från Lugano. 
Den första Eurovision Song Contest hölls i staden 1956.

## Kommunen
Kommunen Lugano delas in dels i tre kretsar circolo, Lugano est, nord, ovest (öst, nord, väst), dels i 21 områden quartieri. Kommunen har utökats genom inkorporering av kringliggande kommuner 2004, 2008 och 2013.

Luganos quartieri.

| Quartiere                                                                         | Invånare 31 dec 2019 | Yta km² | Invånare/ km² | Circolo Krets | År för inkorporering |
| --------------------------------------------------------------------------------- | -------------------- | ------- | ------------- | ------------- | -------------------- |
| Barbengo                                                                          | 2 338                | 2,65    | 882           | Lugano Ovest  | 2008                 |
| Besso                                                                             | 5 132                | 1,65    | 3 110         | Lugano Ovest  | -                    |
| Brè-Aldesago                                                                      | 1 076                | 4,1     | 262           | Lugano Est    | 1972                 |
| Breganzona                                                                        | 5 352                | 2,3     | 2 327         | Lugano Ovest  | 2004                 |
| Cadro                                                                             | 2 678                | 4,45    | 602           | Lugano Est    | 2013                 |
| Carabbia                                                                          | 615                  | 1,7     | 362           | Lugano Ovest  | 2008                 |
| Carona                                                                            | 916                  | 4,77    | 192           | Lugano Ovest  | 2013                 |
| Castagnola-Cassarate-Ruvigliana                                                   | 6 202                | 5,1     | 1 216         | Lugano Est    | 1972                 |
| Cureggia                                                                          | 171                  | 0.7     | 244           | Lugano Est    | 2004                 |
| Davesco-Soragno                                                                   | 1 598                | 2,5     | 639           | Lugano Est    | 2004                 |
| Gandria                                                                           | 275                  | 3,45    | 80            | Lugano Est    | 2004                 |
| Loreto                                                                            | 3 187                | 2,3     | 1 386         | Lugano Ovest  | -                    |
| Lugano Centro                                                                     | 5 304                | 3,2     | 1 658         | Lugano Ovest  | -                    |
| Molino Nuovo                                                                      | 9 630                | 3,9     | 2 469         | Lugano Ovest  | -                    |
| Pambio-Noranco                                                                    | 743                  | 0,6     | 1 238         | Lugano Ovest  | 2004                 |
| Pazzallo                                                                          | 1 511                | 1,6     | 944           | Lugano Ovest  | 2004                 |
| Pregassona                                                                        | 9 354                | 2,6     | 3 598         | Lugano Est    | 2004                 |
| Sonvico                                                                           | 2 087                | 11,09   | 188           | Lugano Est    | 2013                 |
| Val Colla (Bogno, Certara, Cimadera, Colla, Insone, Piandera, Scareglia, Signôra) | 1 312                | 21,75   | 60            | Lugano Est    | 2013                 |
| Viganello                                                                         | 7 040                | 1,2     | 5 867         | Lugano Est    | 2004                 |
| Villa Luganese                                                                    | 570                  | 2,2     | 259           | Lugano Est    | 2008                 |